# Vladimir Dimitrijević
Vladimir Dimitrijević (Skopje, 28 marzo 1934 – Armes, 28 giugno 2011) è stato un editore e scrittore serbo, fino al 1992 jugoslavo.

## Biografia
Figlio di un orologiaio imprigionato e perseguitato a lungo dal regime jugoslavo di Tito, riuscì a trasferirsi in Svizzera nel 1954. Si mantenne da emigrato in terra elvetica grazie a un lavoro in nero presso una fabbrica di orologi a Granges, rischiando tuttavia l'espulsione in quanto clandestino. Riuscì comunque a mettersi in regola con i documenti grazie all'ingaggio in una squadra di calcio (sua grande passione) del luogo. Appassionato di letteratura, decide ben presto di lavorare come libraio, trasferendosì prima a Neuchâtel (1958), successivamente a Losanna in una libreria Payot (1962). E proprio nella capitale del Canton Vaud decide di fondare nel 1966 una propria casa editrice: Éditions L'Âge d'Homme.
Inaugura il catalogo con Pietroburgo, libro di Andrej Belyj con cui lancia anche la collezione dei "Classici slavi", diffondendo così la letteratura dell'est. Da vero editore indipendente, nel corso degli anni settanta e ottanta pubblica scrittori dissidenti slavi e russi, oltre ai grandi classici dell'est. 
Fu grazie a Dimitrijevic che fu pubblicata per la prima volta l'opera di Vasilij Grossman Vita e Destino.
Nel corso degli anni collabora con numerose riviste e quotidiani, come ad esempio: Politica hermetica, Communisme, La Lumière du Thabor, Mélusine.
Dimitrijević ha inoltre scritto alcuni libri: Personne déplacée: entretiens avec Jean-Louis Kuffer (1986), Yougoslavie. La stratégie de l'aveuglement (1992), La Vie est un ballon rond (1998, edito in Italia da Adelphi con il titolo La vita è un pallone rotondo).
È morto nel 2011 in seguito a un incidente stradale.